# Lycomedes của Scyros
Trong thần thoại Hy Lạp, Lycomedes /ˌlaɪkəˈmiːdiːz/ (tiếng Hy Lạp cổ: Λυκομήδης) (còn được biết đến với tên gọi Lycurgus) là một vị vua nổi bật người Dolopia trên đảo Scyros gần Euboea trong chiến tranh thành Troia.

## Gia đình
Lycomedes là cha của bảy người con gái, bao gồm cả Deidameia. Ông còn là ông nội của Pyrrhus hay còn gọi là Neoptolemus.

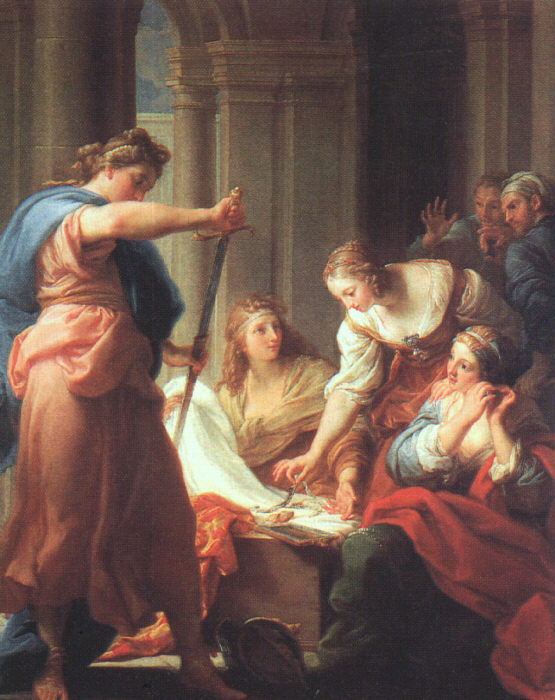
"Achilles trong triều đình của Lycomedes", tranh sơn dầu của Pompeo Batoni, 1745, Uffizi, Florence

## Thần thoại

### Cái chết của Theseus
Plutarch kể rằng Lycomedes đã giết Theseus, người đã tới đảo của ông để lưu vong bằng cách đẩy Theseus ngã khỏi vách đá. Điều này là vì ông sợ rằng Theseus sẽ truất ngôi mình, bởi ông nhận thấy người dân trên đảo đối xử với vị khách này bằng lòng kính trọng. Một số nguồn khác cho rằng nguồn cơn của vụ này là vì Lycomedes không muốn từ bỏ số tài sản mà Theseus sở hữu trên đảo Scyros, hoặc là vì Lycomedes muốn có được sự ưu ái từ Menestheus.

### Achilles

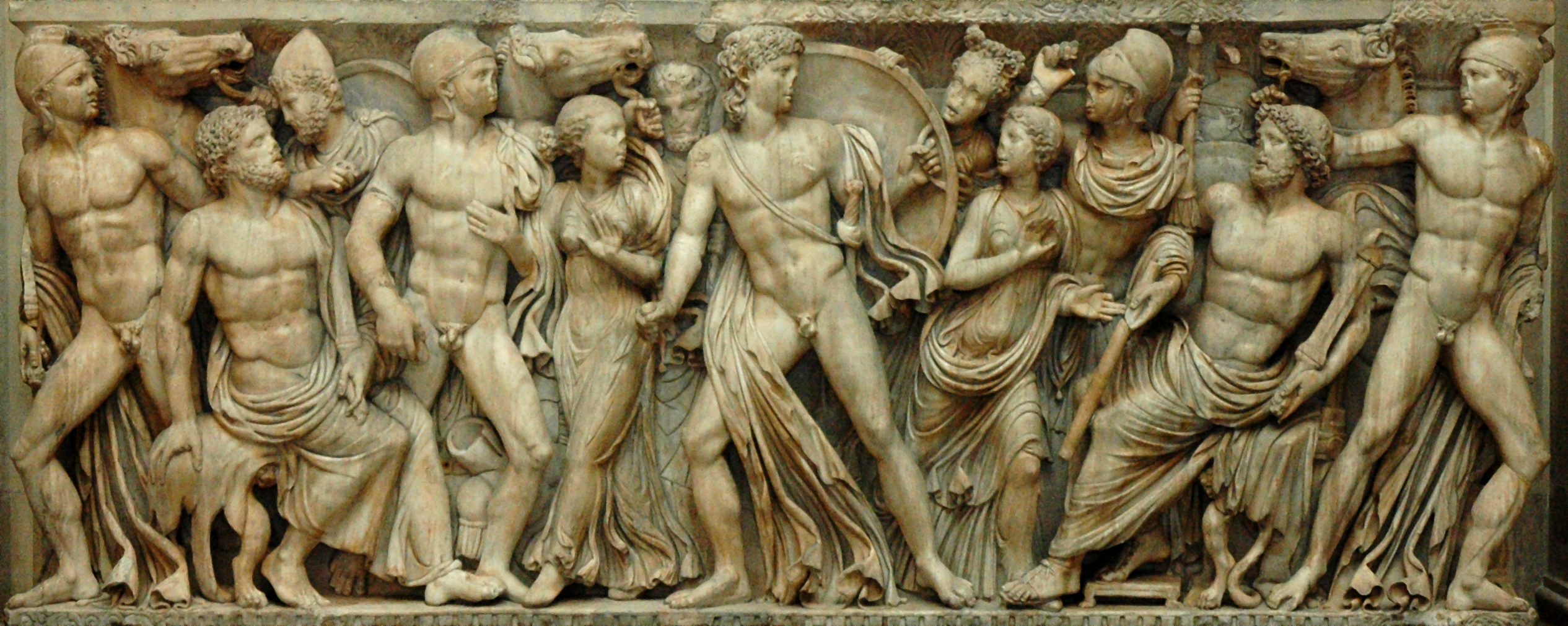
Achilles trong triều đình vua Lycomedes, tác phẩm ra đời khoảng năm 240 sau công nguyên được trưng bày tại Bảo tàng Louvre.

Theo yêu cầu của nữ thần Thetis, Lycomedes che giấu danh tính thật của Achilles bằng cách cho anh đóng giả thành phụ nữ nhằm khiến người ta tưởng anh là một trong những người con gái của ông. Tại triều đình của Lycomedes, Achilles kết hôn với Deidamia, họ có với nhau một người con trai là Neoptolemus (Pyrrhus). Khi Odysseus lôi Achilles ra khỏi lớp cải trang và dẫn anh ta tới thành Troy, Neoptolemus ở lại sống cùng ông nội cho tới khi cậu được triệu tập đến tham chiến ở thành Troy vào năm cuối cùng của cuộc chiến tranh.

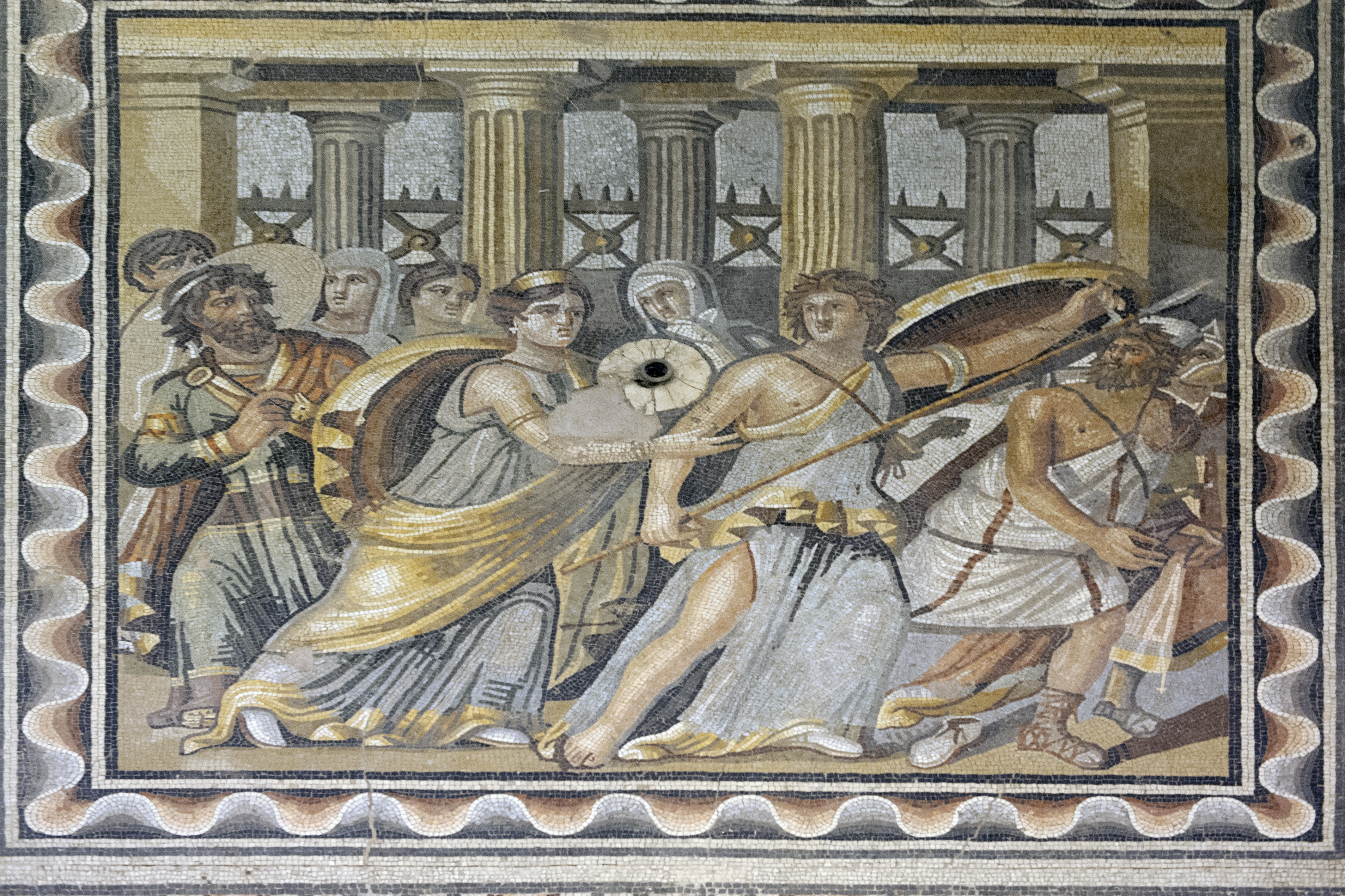
Một bức khảm La Mã từ Biệt thự Poseidon ở Zeugma, Commagene (nay là ở Bảo tàng Khảm Zeugma) miêu tả việc Achilles ở Scyros cải trang thành phụ nữ và việc Odysseus lừa anh để vạch trần thân phận thật sự của anh.

## Trùng tên
Tên của ông được đặt cho tiểu hành tinh 9694 Lycomedes thuộc các thiên thể Troia của Sao Mộc, một nhóm các tiểu hành tinh được quy ước đặt tên theo tên các nhân vật có liên quan tới chiến tranh thành Troia.